# Општина Берово
Општина Берово је једна од 11 општина Источног региона у Северној Македонији. Седиште општине је истоимени град Берово. У општини Берово по последњем попису живи 13.491 становник, од којих је 95,65% Македонаца, а има и Рома, Турака, Срба и Влаха.

## Положај
Општина Берово налази се у источном делу Северне Македоније и погранична је са Бугарском на истоку. Са других страна налазе се друге општине Северне Македоније:
- север — Општина Пехчево
- југоисток — Општина Ново Село
- југ — Општина Босиљово
- југозапад — Општина Васиљево
- запад — Општина Радовиште
- северозапад — Општина Виница
- север — Општина Делчево

## Природне одлике
Рељеф: Општина Берово налази се у горњем делу долине реке Брегалнице, на делу тока кроз област Малешево. На југу општине налазе се Малешевске планине, а на западу планина Плачковица.
Клима: У општини влада оштрија варијанта умерено континенталне климе због знатне надморске висине.
Воде: Брегалница, најзначајнији водоток у области, протиче средишњим делом општине. Други мањи водотоци се уливају у ову реку. Беровско језеро је једно од најважнијих вештачких језера у држави.

## Становништво
Општина Берово имала је по последњем попису из 2002. г. 13.941 ст., од чега у седишту општине, Берову, 7.002 ст. (58%). Општина је ретко насељена, посебно сеоско подручје.
Национални састав по попису из 2002. године био је:
|           | Број   | Постотак |
| Укупно    | 13.941 | 100%     |
| Македонци | 13.335 | 95,7%    |
| Роми      | 459    | 3,3%     |
| остали    | 147    | 1,1%     |

## Насељена места
У општини постоји 9 насељених места, једно градско — град Берово, а осталих 8 насеља са статусом села:
| - Берово - Будинарци - Владимирово - Двориште - Мачево | - Митрашинци - Ратево - Русиново - Смојмирово |  |